# Radara transmissa
Radara transmissa är en fjärilsart som beskrevs av Lucas Friedrich Julius Dominikus von Heyden 1891. Radara transmissa ingår i släktet Radara och familjen nattflyn. Inga underarter finns listade.